# Bruce Biddle
Bruce William Biddle (nascido em 2 de novembro de 1949) é um ex-ciclista neozelandês, que foi ativo como profissional entre 1974 e 1979. Conquistou a medalha de ouro na prova de estrada individual nos Jogos da Comunidade Britânica de 1970 em Edimburgo, Escócia.
Representou Nova Zelândia nos Jogos Olímpicos de Verão de 1972 em Munique, Alemanha Ocidental, onde terminou em quarto na prova de estrada individual. Embora, Jaime Huélamo da Espanha, que ficou em terceiro, foi desclassificado por ter falhado um teste de drogas, a medalha de bronze não foi adjudicada ao Biddle, como não havia sido testado por drogas.